# Puppy (Band)
Puppy (engl.: Welpe) ist eine englische Rock-Band aus London.

## Geschichte
Die Band gründete sich im Jahre 2014, als sich die Band Polterghost auflöste. Deren Gitarrist Jock Norton und der Schlagzeuger Billy Howard Price lernten in einer Kneipe den Bassisten Matthew Rickleton kennen. Gemeinsam sprachen sie über den Soundtrack zum Film Bill & Teds verrückte Reise durch die Zeit und beschlossen, eine neue Band zu starten. Der Bandname ist laut Jock Norton ein Akronym, dass bislang noch nicht entschlüsselt wurde. Noch im selben Jahr veröffentlichte die Band ihre ersten Lieder Forever und The Great Beyond, bevor Puppy im September 2015 die selbst betitelte EP veröffentlichten. Gleichzeitig spielte die Band beim Reeperbahn Festival. Kurz nach der Veröffentlichung der EP verließ Matthew Rickleton die Band und wurde durch Will Michael ersetzt. Im Sommer 2016 spielten Puppy auf dem Download-Festival, bevor sie mit Sorority Noise durch Großbritannien tourte.
Im März 2017 wurden Puppy von Spinefarm Records unter Vertrag genommen. Bei den Metal Hammer Golden Gods Awards 2017 wurde die Band in der Kategorie Beste neue Band nominiert, der Preis ging allerdings an Venom Prison. Es folgten Auftritte bei den Reading and Leeds Festivals, zahlreiche Tourneen im Vorprogramm von Creeper, Milk Teeth, CKY und Kvelertak, bevor Puppy im November 2017 ihre zweite EP Vol. II veröffentlichten. Anfang 2018 tourten Puppy im Vorprogramm von Turbowolf und Grove Street Families, bevor die Band im Sommer beim Bloodstock Open Air spielte. Im Herbst 2018 nahm die Band mit dem Produzenten Tom Dalgety, der zuvor mit Royal Blood oder Ghost gearbeitet hat, ihr erstes Studioalbum auf. The Goat erschien am 25. Januar 2019. Gleichzeitig tourten Puppy im Vorprogramm von Monster Magnet durch Europa. Bei den Heavy Music Awards 2020 wurden Puppy in der Kategorie Best UK Breakthrough Band nominiert, der Preis ging jedoch an Dream State.
Am 25. Oktober 2019 veröffentlichte die Band ihre dritte EP iii. Es folgte eine Europatournee im Vorprogramm von Bokassa. Im Juni 2021 wechselte die Band zu Rude Records und nahm ihr zweites Studioalbum Pure Evil auf, dass am 6. Mai 2022 veröffentlicht wurde.

## Stil
Stefan Reuter vom deutschen Magazin Visions beschrieb Puppy als eine Band, die vollkommen unbekümmert Power Pop, Grunge, Thrash- und Heavy Metal zusammenbringt. Christina Wenig vom deutschen Magazin Metal Hammer schrieb, dass Puppy „Indie-Pop und Alternative mit doomiger Heavyness und Classic-Rock-Hooks verweben“. Bei Puppy würden Weezer auf Alice in Chains und Ozzy Osbourne treffen. Den Gesang von Jock Norton verglich Wenig mit dem des Ghost-Sängers Tobias Forge. Laut Neil Z. Yeung von Allmusic liefern Puppy muskulösen Rock mit krachenden Riffs, die von den großen vier des Thrash Metal (Metallica, Slayer, Megadeth und Anthrax) inspiriert wurden, das Ohr für Melodien von Weezer und das experimentelle Flair der Smashing Pumpkins.
Die Texte der Band sein laut Jock Norton „düster und traurig“, was einen Kontrast zur lebhaften Musik darstellt. Dennoch will die Band mit ihrer Musik Spaß machen und eine gewisse „Albernheit zelebrieren“. Das US-amerikanische Onlinemagazin Loudwire führte Puppy im April 2019 auf einer Liste der 16 Bands, die derzeit im Vereinigten Königreich Rockmusik definieren.

## Diskografie

### Alben
- 2019: The Goat (Spinefarm Records)
- 2022: Pure Evil (Rude Records)

### EPs
- 2015: Puppy (Best Fit Recordings)
- 2017: Vol. II (Spinefarm Records)
- 2019: iii (Spinefarm Records)

### Musikvideos
- 2016: Arabella
- 2017: Beast
- 2017: Entombed
- 2017: Demons
- 2018: Black Hole
- 2018: World Stands Still
- 2019: Bathe in Blood
- 2019: Poor Me
- 2020: Powder Blue
- 2021: The Kiss
- 2022: ...And Watched It Glow
- 2022: Shame
- 2022: My Offer
- 2022: Glacial

## Nominierungen
| Jahr | Kategorie                 | für   | Resultat  |
| ---- | ------------------------- | ----- | --------- |
| 2019 | Best UK Breakthrough Band | Puppy | Nominiert |

| Jahr | Kategorie     | für   | Resultat  |
| ---- | ------------- | ----- | --------- |
| 2017 | Best New Band | Puppy | Nominiert |